# Teru
Teru je jedna od 31 worede u regiji Afar u Etiopiji. Predstavlja dio Upravne zone 4. Teru graniči na jugu s Aurom, na jugozapadu s Gulinom, na zapadu s Yalom, na sjeveru i istoku s Upravnom zonom 2. Nema podataka o gradskim naseljima u ovoj woredi.
Prema brojkama objavljenim od Središnje statističke agencije 2005. godine, ova je woreda po procjeni imala 43.794 stanovnika, od čega 19.969 muškaraca i 23.825 žena. Nema podataka o površini Terua, pa se gustoća stanovništva ne može izračunati.